# José Quintero
José Alfredo Quintero Ordóñez (n. Quinindé, Ecuador; 20 de junio de 1990) es un futbolista ecuatoriano. Juega de volante o lateral y su actual equipo es Liga Deportiva Universitaria de la Serie A de Ecuador.

## Trayectoria

### Cuniburo
José inició su carrera como futbolista en el Cuniburo Fútbol Club de la Segunda Categoría de Pichincha.

### Aucas
En el 2013 pasa a Sociedad Deportiva Aucas, donde tuvo destacadas actuaciones con las cuales logra obtener el ascenso a la Primera División, y logra el campeonato de la Serie B en el año 2014.

### Liga Deportiva Universitaria
Posteriormente en 2015 ficharía para Liga Deportiva Universitaria, donde tiene destacadas actuaciones por la banda como lateral por su velocidad y explosividad. Fue autor del gol 3000 de Liga Deportiva Universitaria en la historia de la Serie A de Ecuador, lo hizo en la victoria por 3-1 del 12 de noviembre de 2017 ante Independiente del Valle en el estadio Rumiñahui. Después de diez temporadas consecutivas y haber logrado títulos como el campeonato nacional 2018, 2023 y 2024, la Copa Ecuador de 2019 y la Supercopa de Ecuador de 2020, 2021 y 2025; extendió su vínculo por dos años más como uno de los capitanes del equipo.

## Selección nacional
Debido a su destacada actuación en Liga Deportiva Universitaria en la temporada 2015, fue convocado por Gustavo Quinteros en la doble fecha de noviembre en 2015, contra Uruguay y Venezuela, sin embargo no participó ningún de encuentro, sería llamado nuevamente en los partidos de octubre de 2016 contra Chile y Bolivia, como en la fecha de noviembre contra Uruguay y Venezuela, sin embargo no participó en los partidos.
A pesar de ser convocado recibió críticas debido a su constantes faltas en Liga Deportiva Universitaria como mala conducta en el campeonato nacional, su primer partido con la selección fue en la victoria en el partido amistoso de 3-1 contra Honduras en el 2017, después de la eliminación de la selección al mundial 2018, fue convocado por Hernan Darío Gómez en los partidos amistosos de 2019 contra Venezuela y México donde disputó ambos encuentros.
Su primer partido oficial en la selección, fue en la Copa América 2019, donde fue titular en la derrota 4 a 0 contra Uruguay, donde fue blanco de críticas por su juego brusco, al agredir a los jugadores Diego Laxalt y Nicolás Lodeiro, a quien le rompió la ceja, lo que le llevó a ser expulsado al minuto 23 por el árbitro Anderson Daronco siendo el primer jugador en la Copa América en ser expulsado con asistencia del VAR. Después de la eliminación en la Copa América 2019, fue sancionado por la FEF debido a ser uno de los involucrados en el escándalo del Piso 17.

### Participaciones en eliminatorias
| Eliminatorias      | Sede            | Resultado    | Partidos | Goles |
| ------------------ | --------------- | ------------ | -------- | ----- |
| Eliminatorias 2018 | América del Sur | No clasificó | 0        | 0     |

### Participaciones en Copa América
| Copa              | Sede   | Resultado    | Partidos | Goles |
| ----------------- | ------ | ------------ | -------- | ----- |
| Copa América 2019 | Brasil | Primera fase | 1        | 0     |

### Partidos internacionales
Actualizado al último partido disputado el 16 de junio de 2019.
| Partidos internacionales con la selección | Partidos internacionales con la selección | Partidos internacionales con la selección | Partidos internacionales con la selección | Partidos internacionales con la selección | Partidos internacionales con la selección | Partidos internacionales con la selección |
| --- | ----------------------------------------- | ----------------------------------------- | ----------------------------------------- | ----------------------------------------- | ----------------------------------------- | ----------------------------------------- |
| \| N.° \| Fecha \| Ciudad \| Rival \| Resultado \| Resultado \| Competencia \| \| --- \| --------------------- \| -------------- \| --------- \| --------- \| --------- \| ----------------- \| \| 1. \| 22 de febrero de 2017 \| Guayaquil \| Honduras \| 3-1 \| Victoria \| Amistoso \| \| 2. \| 1 de junio de 2019 \| Miami Gardens \| Venezuela \| 1-1 \| Empate \| Amistoso \| \| 3. \| 9 de junio de 2019 \| Arlington \| México \| 2-3 \| Derrota \| Amistoso \| \| 4. \| 16 de junio de 2019 \| Belo Horizonte \| Uruguay \| 0-4 \| Derrota \| Copa América 2019 \| |                                           |                                           |                                           |                                           |                                           |                                           |
| N.° | Fecha                                     | Ciudad                                    | Rival                                     | Resultado                                 | Resultado                                 | Competencia                               |
| 1. | 22 de febrero de 2017                     | Guayaquil                                 | Honduras                                  | 3-1                                       | Victoria                                  | Amistoso                                  |
| 2. | 1 de junio de 2019                        | Miami Gardens                             | Venezuela                                 | 1-1                                       | Empate                                    | Amistoso                                  |
| 3. | 9 de junio de 2019                        | Arlington                                 | México                                    | 2-3                                       | Derrota                                   | Amistoso                                  |
| 4. | 16 de junio de 2019                       | Belo Horizonte                            | Uruguay                                   | 0-4                                       | Derrota                                   | Copa América 2019                         |

## Estadísticas

### Clubes
Actualizado al último partido disputado el 14 de agosto de 2025.
| Club                                   | Div.                | Temporada           | Liga  | Liga  | Copas nacionales | Copas nacionales | Copas internacionales | Copas internacionales | Total | Total | Total  |
| Club                                   | Div.                | Temporada           | Part. | Goles | Part.            | Goles            | Part.                 | Goles                 | Part. | Goles | Asist. |
| -------------------------------------- | ------------------- | ------------------- | ----- | ----- | ---------------- | ---------------- | --------------------- | --------------------- | ----- | ----- | ------ |
| Cuniburo F. C. · Ecuador               | 3.ª                 | 2008                | 19    | 0     | Inexistentes     | Inexistentes     | Inexistentes          | Inexistentes          | 19    | 0     | 0      |
| Cuniburo F. C. · Ecuador               | 3.ª                 | 2009                | 7     | 0     | Inexistentes     | Inexistentes     | Inexistentes          | Inexistentes          | 7     | 0     | 0      |
| Cuniburo F. C. · Ecuador               | 3.ª                 | 2010                | 15    | 2     | Inexistentes     | Inexistentes     | Inexistentes          | Inexistentes          | 15    | 2     | 0      |
| Cuniburo F. C. · Ecuador               | 3.ª                 | 2011                | 31    | 5     | Inexistentes     | Inexistentes     | Inexistentes          | Inexistentes          | 31    | 5     | 0      |
| Cuniburo F. C. · Ecuador               | 3.ª                 | 2012                | 36    | 7     | Inexistentes     | Inexistentes     | Inexistentes          | Inexistentes          | 36    | 7     | 0      |
| Cuniburo F. C. · Ecuador               | Total club          | Total club          | 108   | 14    | 0                | 0                | 0                     | 0                     | 108   | 14    | 0      |
| S. D. Aucas · Ecuador                  | 2.ª                 | 2013                | 29    | 6     | Inexistentes     | Inexistentes     | Inexistentes          | Inexistentes          | 29    | 6     | 0      |
| S. D. Aucas · Ecuador                  | 2.ª                 | 2014                | 39    | 4     | Inexistentes     | Inexistentes     | Inexistentes          | Inexistentes          | 39    | 4     | 0      |
| S. D. Aucas · Ecuador                  | Total club          | Total club          | 68    | 10    | 0                | 0                | 0                     | 0                     | 68    | 10    | 0      |
| Liga Deportiva Universitaria · Ecuador | 1.ª                 | 2015                | 44    | 4     | Inexistentes     | Inexistentes     | 5                     | 0                     | 49    | 4     | 13     |
| Liga Deportiva Universitaria · Ecuador | 1.ª                 | 2016                | 33    | 2     | Inexistentes     | Inexistentes     | 5                     | 1                     | 38    | 3     | 5      |
| Liga Deportiva Universitaria · Ecuador | 1.ª                 | 2017                | 18    | 2     | Inexistentes     | Inexistentes     | 2                     | 0                     | 20    | 2     | 7      |
| Liga Deportiva Universitaria · Ecuador | 1.ª                 | 2018                | 39    | 3     | 0                | 0                | 5                     | 0                     | 44    | 3     | 8      |
| Liga Deportiva Universitaria · Ecuador | 1.ª                 | 2019                | 24    | 0     | 8                | 0                | 7                     | 0                     | 39    | 0     | 7      |
| Liga Deportiva Universitaria · Ecuador | 1.ª                 | 2020                | 27    | 2     | 1                | 0                | 7                     | 0                     | 35    | 2     | 4      |
| Liga Deportiva Universitaria · Ecuador | 1.ª                 | 2021                | 21    | 4     | 2                | 0                | 9                     | 0                     | 32    | 4     | 3      |
| Liga Deportiva Universitaria · Ecuador | 1.ª                 | 2022                | 23    | 0     | 2                | 0                | 7                     | 1                     | 32    | 1     | 5      |
| Liga Deportiva Universitaria · Ecuador | 1.ª                 | 2023                | 23    | 5     | 0                | 0                | 13                    | 0                     | 36    | 5     | 7      |
| Liga Deportiva Universitaria · Ecuador | 1.ª                 | 2024                | 18    | 2     | 2                | 0                | 12                    | 0                     | 32    | 2     | 8      |
| Liga Deportiva Universitaria · Ecuador | 1.ª                 | 2025                | 15    | 0     | 0                | 0                | 6                     | 0                     | 21    | 0     | 3      |
| Liga Deportiva Universitaria · Ecuador | Total club          | Total club          | 285   | 24    | 15               | 0                | 78                    | 2                     | 378   | 26    | 70     |
| Total en su carrera                    | Total en su carrera | Total en su carrera | 461   | 48    | 15               | 0                | 78                    | 2                     | 554   | 50    | 70     |
| 1. 2.                                  |                     |                     |       |       |                  |                  |                       |                       |       |       |        |

## Palmarés

### Campeonatos nacionales
| Título               | Club                         | Año     |
| -------------------- | ---------------------------- | ------- |
| Serie B de Ecuador   | Aucas                        | 2014    |
| Serie A de Ecuador   | Liga Deportiva Universitaria | 2018    |
| Copa Ecuador         | Liga Deportiva Universitaria | 2018-19 |
| Supercopa de Ecuador | Liga Deportiva Universitaria | 2020    |
| Supercopa de Ecuador | Liga Deportiva Universitaria | 2021    |
| Serie A de Ecuador   | Liga Deportiva Universitaria | 2023    |
| Serie A de Ecuador   | Liga Deportiva Universitaria | 2024    |
| Supercopa de Ecuador | Liga Deportiva Universitaria | 2025    |

### Campeonatos internacionales
| Título            | Club                         | Año  |
| ----------------- | ---------------------------- | ---- |
| Copa Sudamericana | Liga Deportiva Universitaria | 2023 |

### Distinciones individuales
| Distinción                                    | Año  |
| --------------------------------------------- | ---- |
| Incluido en el 11 ideal de la Serie A de AFE  | 2015 |
| Incluido en el 11 ideal de la LigaPro Serie A | 2023 |
| Mejor lateral derecho de la LigaPro Serie A   | 2023 |